# Trattnavling
Trattnavling (Pseudoclitocybe cyathiformis) är en svampart som först beskrevs av Pierre Bulliard (v. 1742–1793), och fick sitt nu gällande namn av Rolf Singer 1956. Enligt Catalogue of Life ingår Trattnavling i släktet Pseudoclitocybe,  och familjen Tricholomataceae, men enligt Dyntaxa är tillhörigheten istället släktet Pseudoclitocybe,  och familjen trådklubbor. Arten är reproducerande i Sverige. Inga underarter finns listade i Catalogue of Life.

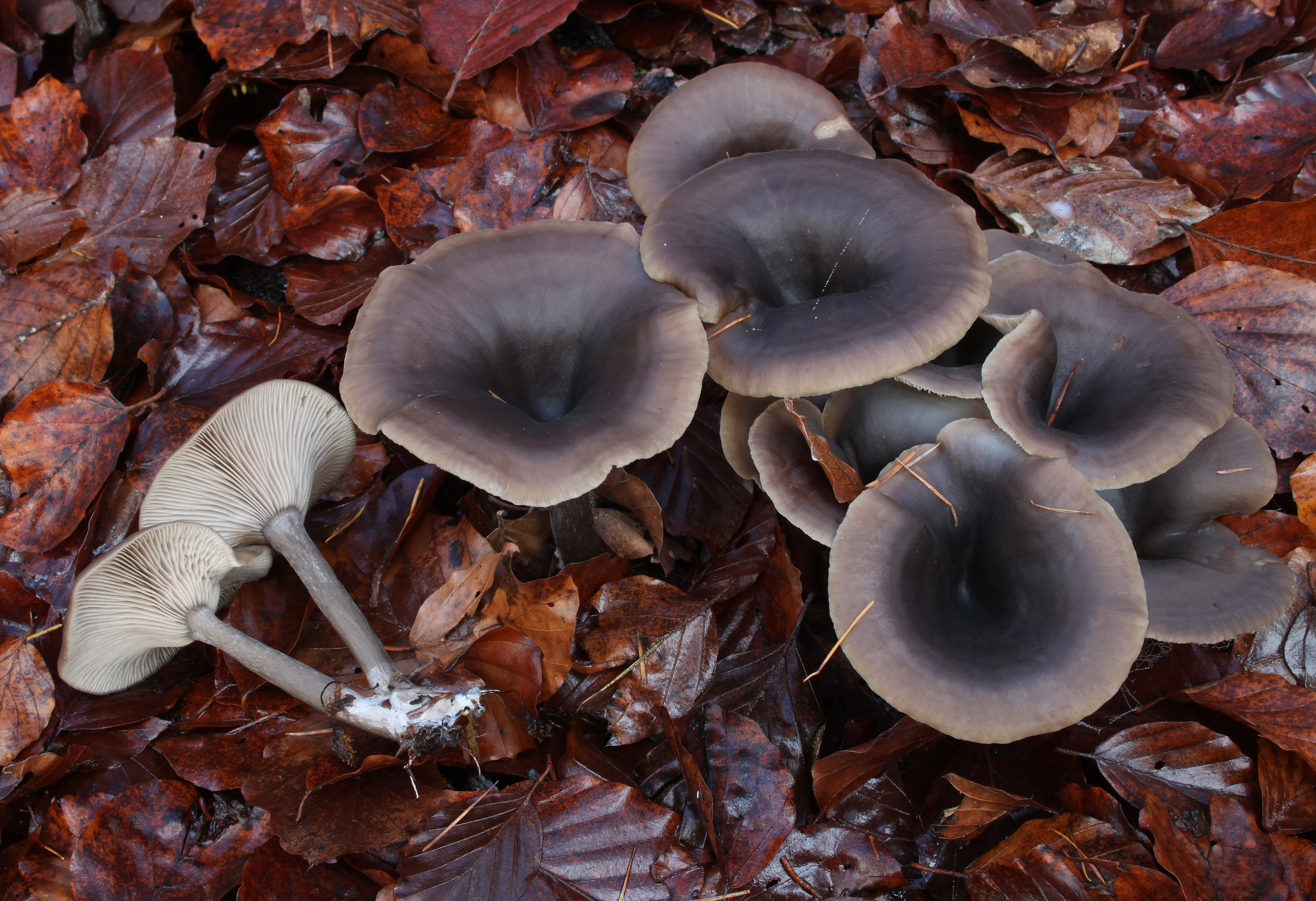
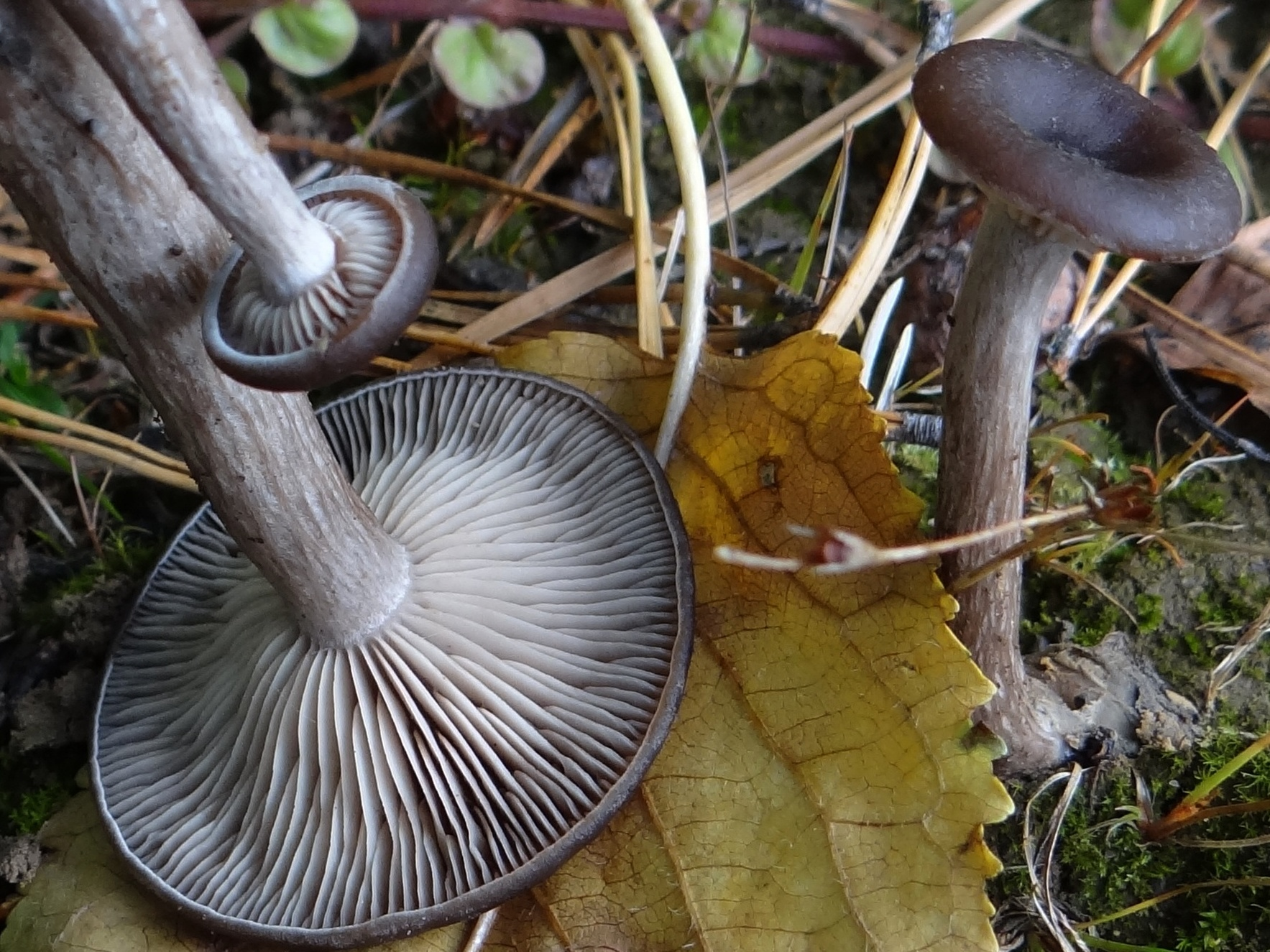
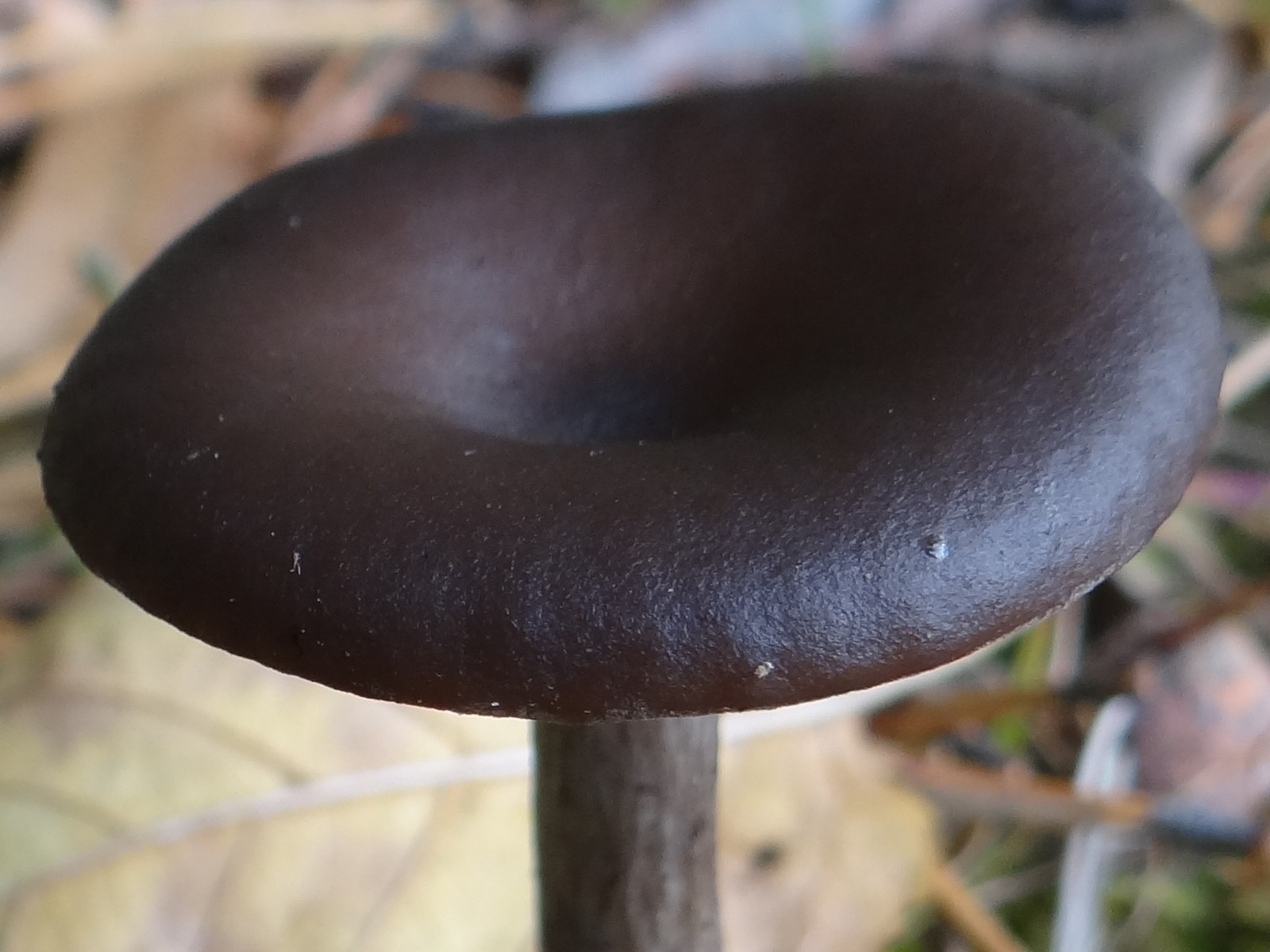
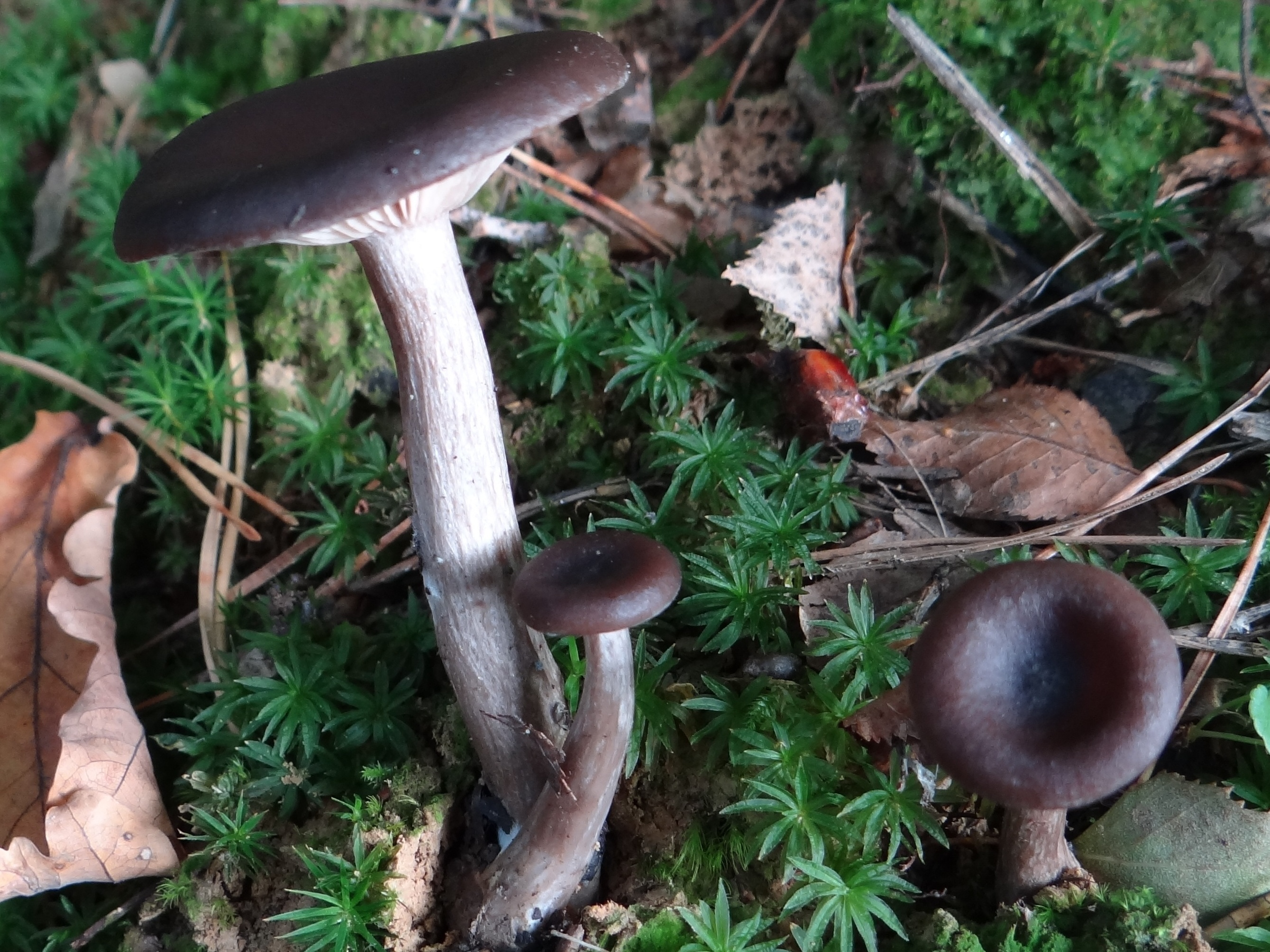
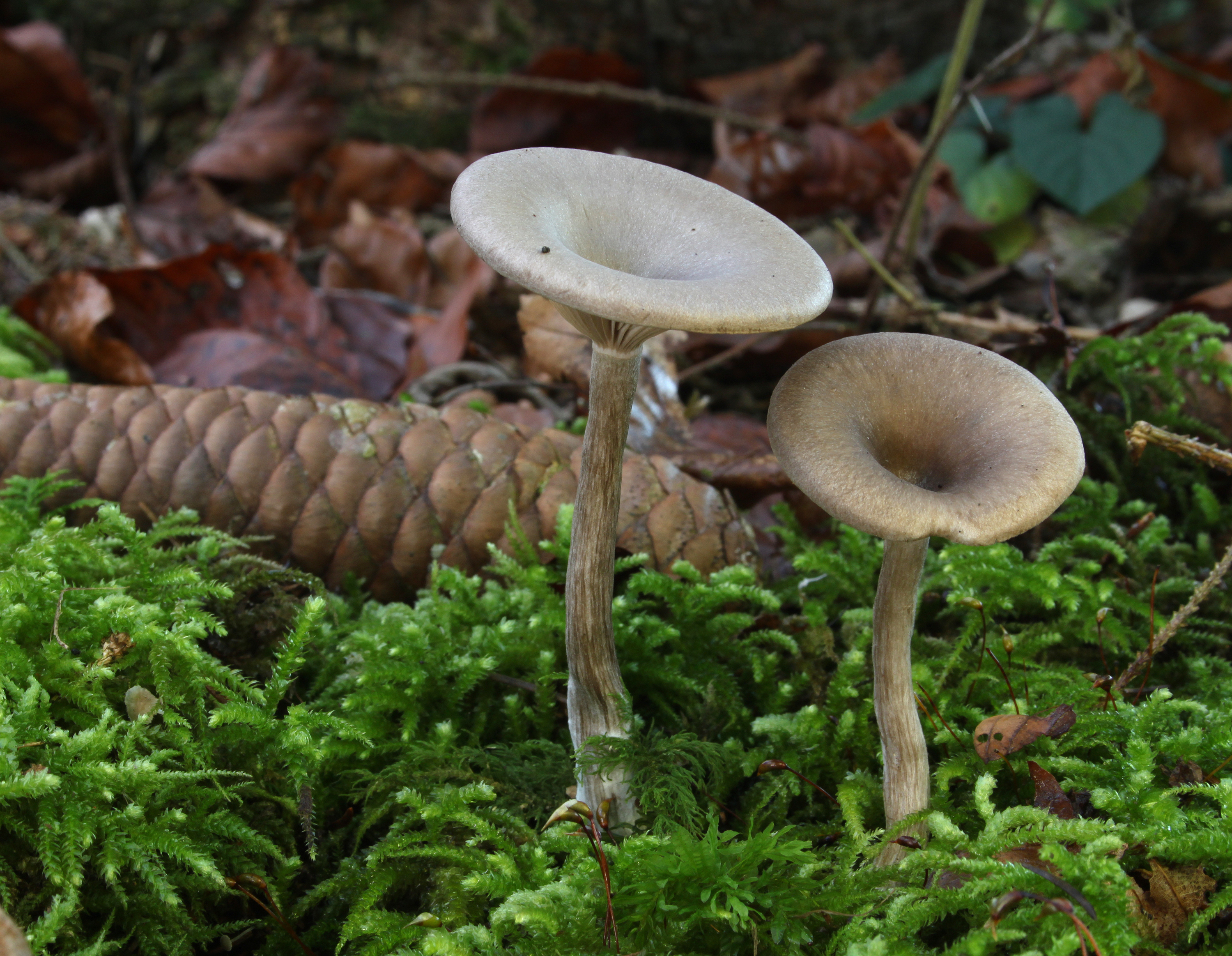